# Estación de Gijón-Jovellanos/la Braña
La estación de Gijón-Jovellanos (Adif) y estación de La Braña (Feve) fueron una estación de ferrocarril de Feve y de Renfe en Gijón, España, inaugurada el 29 de enero de 1990. Era servida, en el momento de su cierre, por trenes de las categorías Alvia, Trenhotel, Cercanías y Regional.
Fue cerrada, junto con la estación de Gijón-Cercanías, el 28 de marzo de 2011 para dejar sitio para la construcción del Metrotrén y con ello, el soterramiento del ferrocarril en Gijón. Actualmente, todos los trenes de Renfe y Feve usan la estación Gijón Sanz Crespo, ubicada en las inmediaciones de la estación de Jovellanos.

## Ubicación

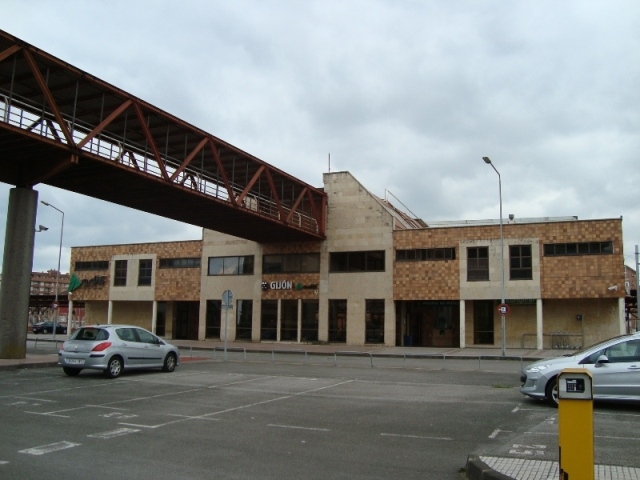
Acceso principal y pasarela peatonal

La estación se encontraba en Gijón, Asturias, entre los barrios de Natahoyo, Moreda y Laviada. Tenía un tamaño considerable, desde la comisaría de la Policía Nacional, en el parque de Moreda, hasta el Museo del Ferrocarril.

## Descripción
Su acceso principal estaba en la avenida de José Manuel Palacio (antes Juan Carlos I), aunque tenía otro en la calle Sanz Crespo. Una pasarela peatonal atravesaba la estación y conectaba ambas calles. El viaducto de Carlos Marx se construyó para salvar las vías, en detenimiento de un túnel preexistente, todavía debajo del puente.
Presentaba un estilo funcionalista de finales de los años 1980, que intentaba aproximar al edificio a un aeropuerto. Su andén central tenía un gran tamaño, alcanzando los 540 metros.

## Historia

### Previos
En 1852 se inauguró el Ferrocarril de Langreo, que contaba con la estación de El Humedal como terminal. En 1874 se inaugura una conexión ferroviaria con Pola de Lena, que finalizaba en una estación terminal en Gijón: La  estación del Norte. Esta estación es el actual Museo del Ferrocarril de Asturias.

### Origen y construcción
Con una reorganización ferroviaria en la ciudad en los 1980 cuyo objetivo era cerrar al tráfico en la vieja estación del Norte y liberar suelo inaccesible por las vías (barrio de Moreda ), se construyó esta estación a la vez que se reformó la estación de El Humedal. La estación de Jovellanos sería inaugurada el 29 de enero de 1990.
La estación de Gijón-Jovellanos, propiamente dicha, contaba con 4 vías pasantes y otras dos vías muertas de ancho ibérico. Por su parte, la estación de FEVE, La Braña, contaba con 2 vías de ancho métrico. La estación estaba destinada a los viajes de larga distancia, dejando la estación de El Humedal para terminal de trenes de Cercanías.

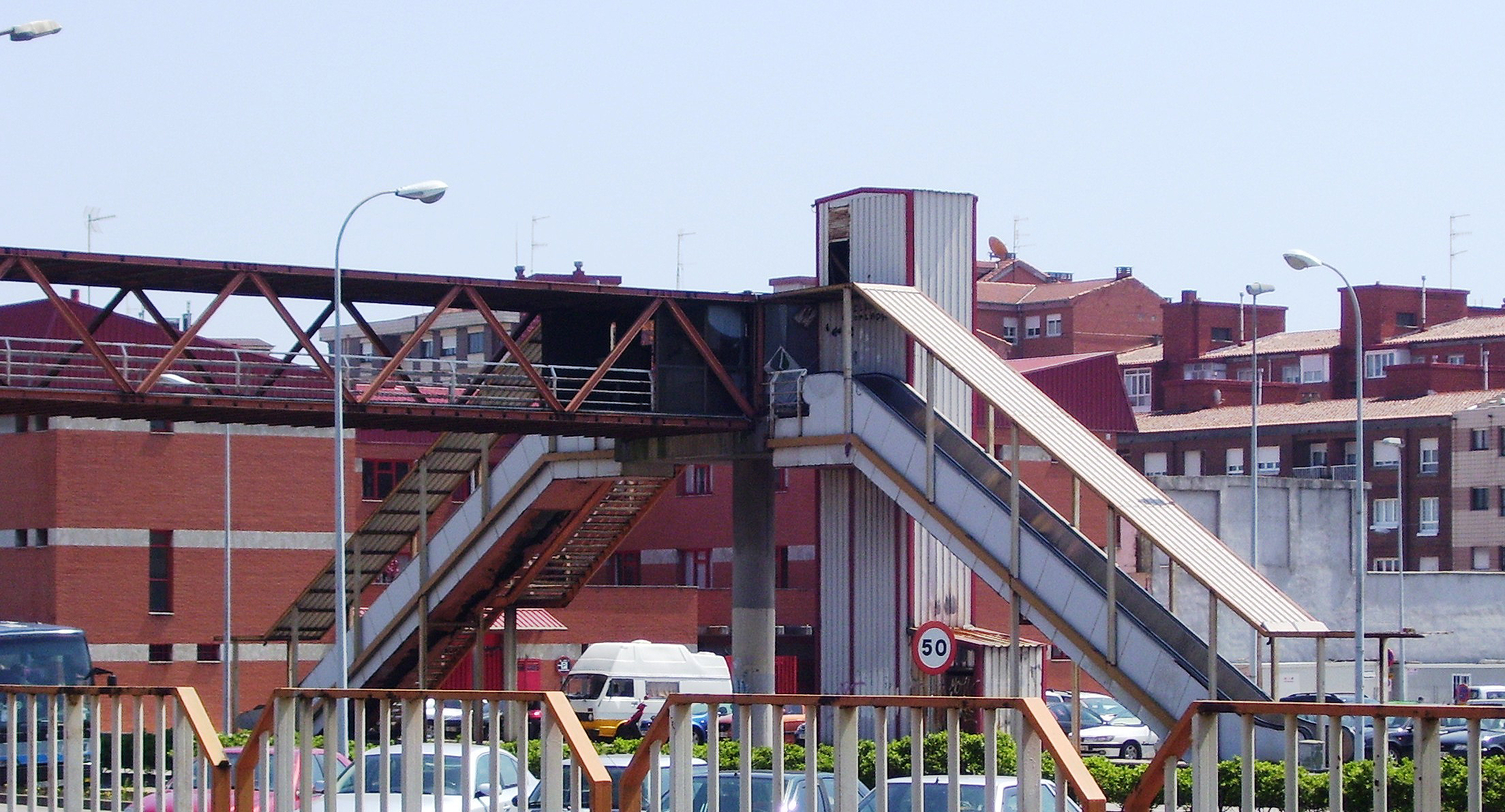
La pasarela tuvo un coste elevado (contaba con ascensores y escaleras mecánicas), sin embargo; tanto el Gobierno como Adif y el Ayuntamiento renegaron de su mantenimiento, siendo ocupada por personas sin hogar y clausurada en 2010.

### Clausura y demolición
La reorganización de los 1980 no había acabado con dos problemas de la ciudad, la división de barrios por las vías del tren y la existencia de dos estaciones diferentes.  Por ello en los 2000 se pone en marcha el llamado Plan de Vías. Este proyecto aglutinaba varias actuaciones para solucionar estas inconveniencias, donde destaca la construcción de una Nueva Estación Intermodal y la penetración subterránea en la ciudad mediante el Metrotren.
La estación de Jovellanos, por lo tanto, sería clausurada, demolida y se liberarían sus terrenos. Ocurriría lo mismo con su vecina estación de El Humedal.
Se cierra al tráfico el 28 de marzo de 2011 y demuele a los pocos meses. Sin embargo, al contrario que los terrenos de la estación de El Humedal, que se reconvertirían en el parque urbano de El Solarón, la gran superficie resultante no se acondicionaría, llenándose de matojos y siendo los andenes visibles al no haber sido demolidos. En 2022 el Ayuntamiento propuso reconvertir el espacio en parque mediante un alargamiento de El Solarón.

## Líneas en el momento de su clausura

### Líneas deCercanías Asturias
| línea | origen / destino | < estación      | estación >          | origen/destino                                           | Operador        |
| ----- | ---------------- | --------------- | ------------------- | -------------------------------------------------------- | --------------- |
|       | Gijón-Cercanías  | Gijón-Cercanías | Calzada de Asturias | Oviedo-Llamaquique, Pola de Lena y Puente de los Fierros | Renfe Operadora |
| F-4   | Gijón-Cercanías  | Gijón-Cercanías | Tremañes            | Avilés, Pravia y Cudillero                               | FEVE            |
| F-5   | Gijón-Cercanías  | Gijón-Cercanías | Tremañes            | El Berron y Pola de Laviana                              | FEVE            |

### Líneas deRenfe Media Distancia
| línea | origen / destino | < estación      | estación >          | origen/destino | Tipo de tren       | Servicio |
| ----- | ---------------- | --------------- | ------------------- | -------------- | ------------------ | -------- |
| R-30  | Gijón-Cercanías  | Gijón-Cercanías | Calzada de Asturias | León           | Serie 440 de Renfe | Regional |

### Líneas deRenfe Larga Distancia
| línea           | origen / destino | < estación      | estación > | origen/destino  |                               | Servicio  |
| --------------- | ---------------- | --------------- | ---------- | --------------- | ----------------------------- | --------- |
| Gijón-Barcelona | Gijón-Cercanías  | Gijón-Cercanías | Oviedo     | Barcelona-Sants | Serie 252 de Renfe y Talgo VI | Trenhotel |